# Uroš Silar
Uroš Silar (Kranj, 17 de juliol de 1978) va ser un ciclista eslovè, professional des del 2003 fins al 2010.

## Palmarès
- 2008
  - Vencedor d'una etapa al Giro del Friül-Venècia Júlia
- 2009
  - 1r al Gran Premi P-Nívó